# Cosmas Michael Angkur
Cosmas Michael Angkur OFM (ur. 4 stycznia 1937 w Lewur, zm. 18 grudnia 2024 w Labuan Bajo) – indonezyjski duchowny rzymskokatolicki, w latach 1994–2013 biskup Bogor.

## Życiorys
W 1960 wstąpił do Zakonu Braci Mniejszych. Święcenia kapłańskie przyjął 14 lipca 1967. W latach 1983–1989 sprawował nowo utworzony urząd prowincjała Indonezji. 10 czerwca 1994 został prekonizowany biskupem Bogor. Sakrę biskupią otrzymał 23 października 1994. 21 listopada 2013 przeszedł na emeryturę.